# Thecla gabelus
Thecla gabelus är en fjärilsart som beskrevs av Jean Baptiste Godart 1823. Thecla gabelus ingår i släktet Thecla och familjen juvelvingar. Inga underarter finns listade i Catalogue of Life.